# Ranunculus bergeri
Ranunculus bergeri är en ranunkelväxtart som beskrevs av W. Koch och T. Brodtbeck. Ranunculus bergeri ingår i släktet ranunkler, och familjen ranunkelväxter. Inga underarter finns listade i Catalogue of Life.